# Hipoxicator
Hipoxicatorul este un dispozitiv medical pentru stimularea adaptării sistemului circulator la respirarea unui aer cu presiune parțială redusă a oxigenului. Este un dispozitiv tip mască. Unele modele au incorporat pulsoximetru.